# 警察官吏及消防官吏功労記章
警察官吏及消防官吏功労記章（けいさつかんりおよびしょうぼうかんりこうろうきしょう）とは、明治時代に制定された警察官及び消防官を対象とする記章。

## 概要
1897年（明治30年）、内務大臣樺山資紀は警保局長寺原長輝と協議し、功労抜群の警察官吏及び消防官吏（当時の消防は警察の一部門であった）に対しては警視総監や府県知事ではなく内務大臣が表彰するべきであるとして、「警察官吏、監獄官吏賞牌」の名称で円形有綬の功労賞牌を授与するという勅令案を作成した。
しかし、賞勲局総裁から「功労賞牌は栄典の授与であって、大権を侵すおそれがあり、また、綬を付けることは勲章にまぎらわしい」との反対があり、取りやめになった。発議に内務書記官として参画し後に警保局長となった有松英義はその後、綬を付けず、賞牌の名称を功労記章と改め、授与の字を用いず付与とすることで、賞勲局と交渉し同意を得た。
発議から13年を経た1910年（明治43年）、「警察官吏及消防官吏功労記章ニ関スル件」（明治43年勅令第438号）によって制定され、内務大臣から付与される最高位の警察表彰とされた。記章は制服に佩用することが許され、禁錮以上の刑に処せられまたは懲戒免職の処分を受けたときは記章を返納することと定められていた。

## 受章例
- 1910年（明治43年）、幸徳事件の検挙者である長野県警察部松本警察署の警部1名、巡査2名に初めて付与された。
- 1911年（明治44年）10月21日[1]、日本刀を揮って抵抗する3人組の強盗に木刀で渡り合い、右肩に重傷を負いながら1名を逮捕した警視庁巡査に付与され、警視庁における初の受章者となった[2]。
- 1936年（昭和11年）、二・二六事件において反乱軍に応戦し殉職した警視庁の巡査部長及び巡査に付与された。